# Platanthera elegans
Platanthera elegans är en orkidéart som beskrevs av John Lindley. Platanthera elegans ingår i släktet nattvioler, och familjen orkidéer.

## Underarter
Arten delas in i följande underarter:
- P. e. decurtata
- P. e. elegans

## Bildgalleri

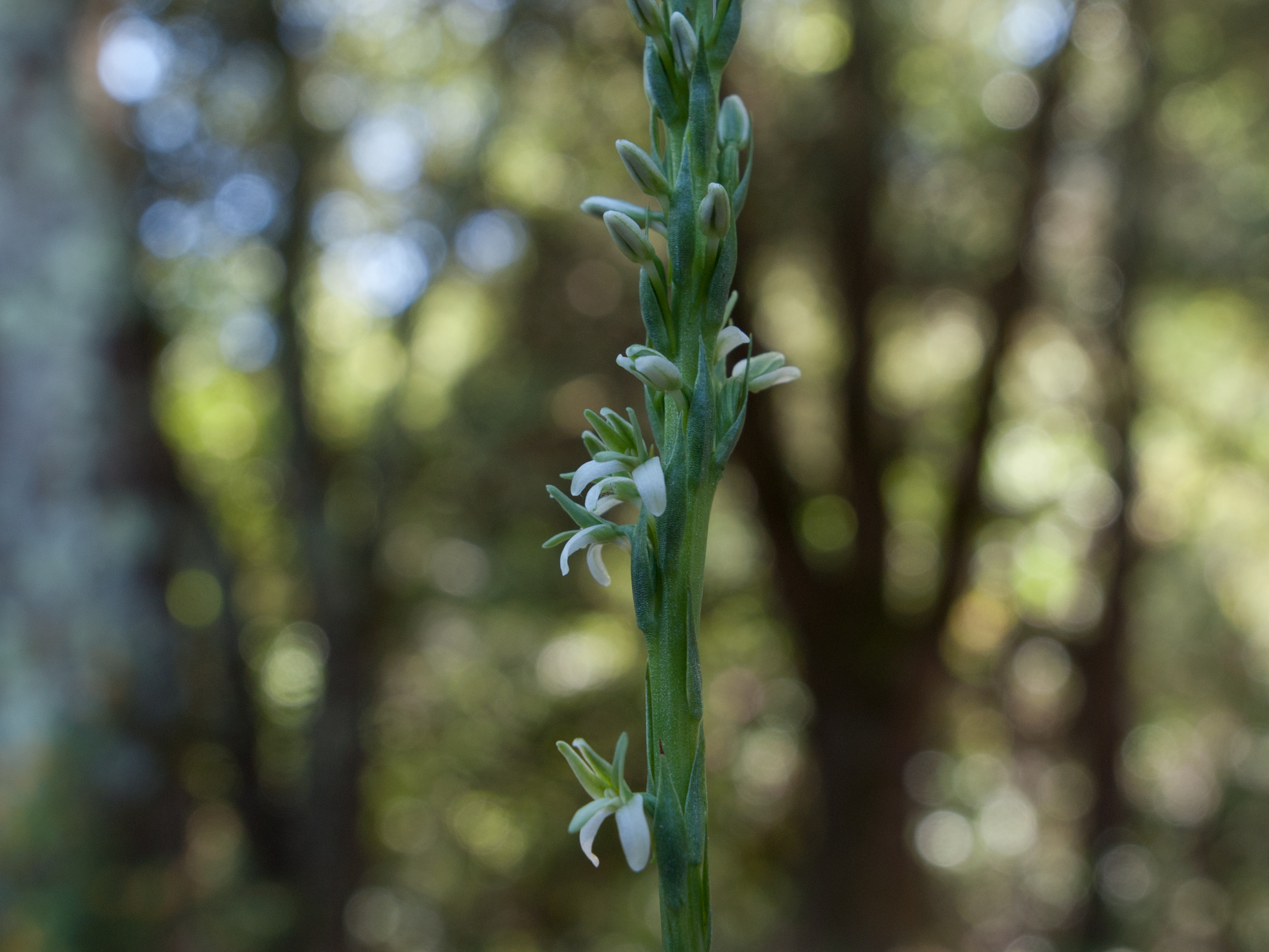
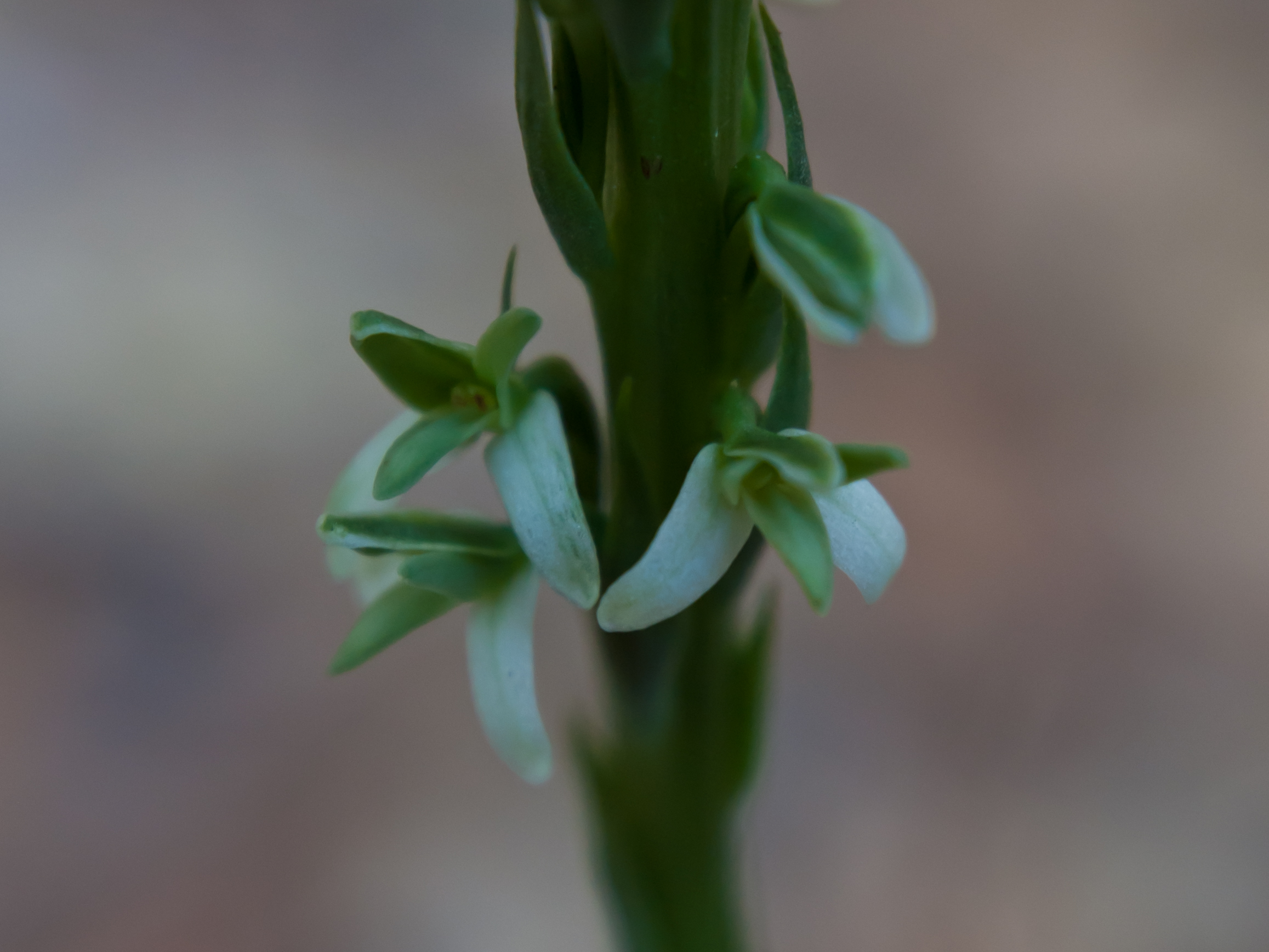
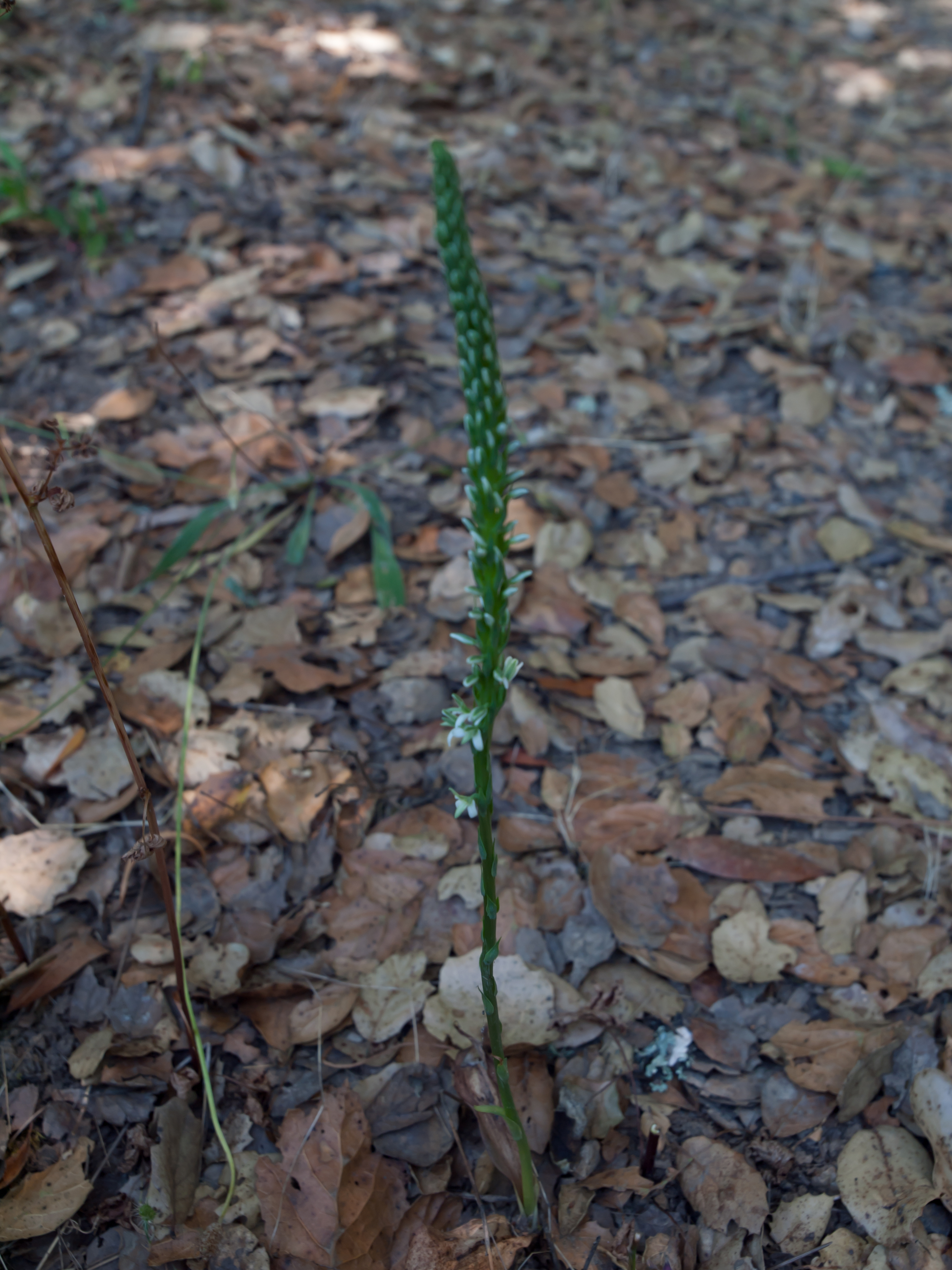
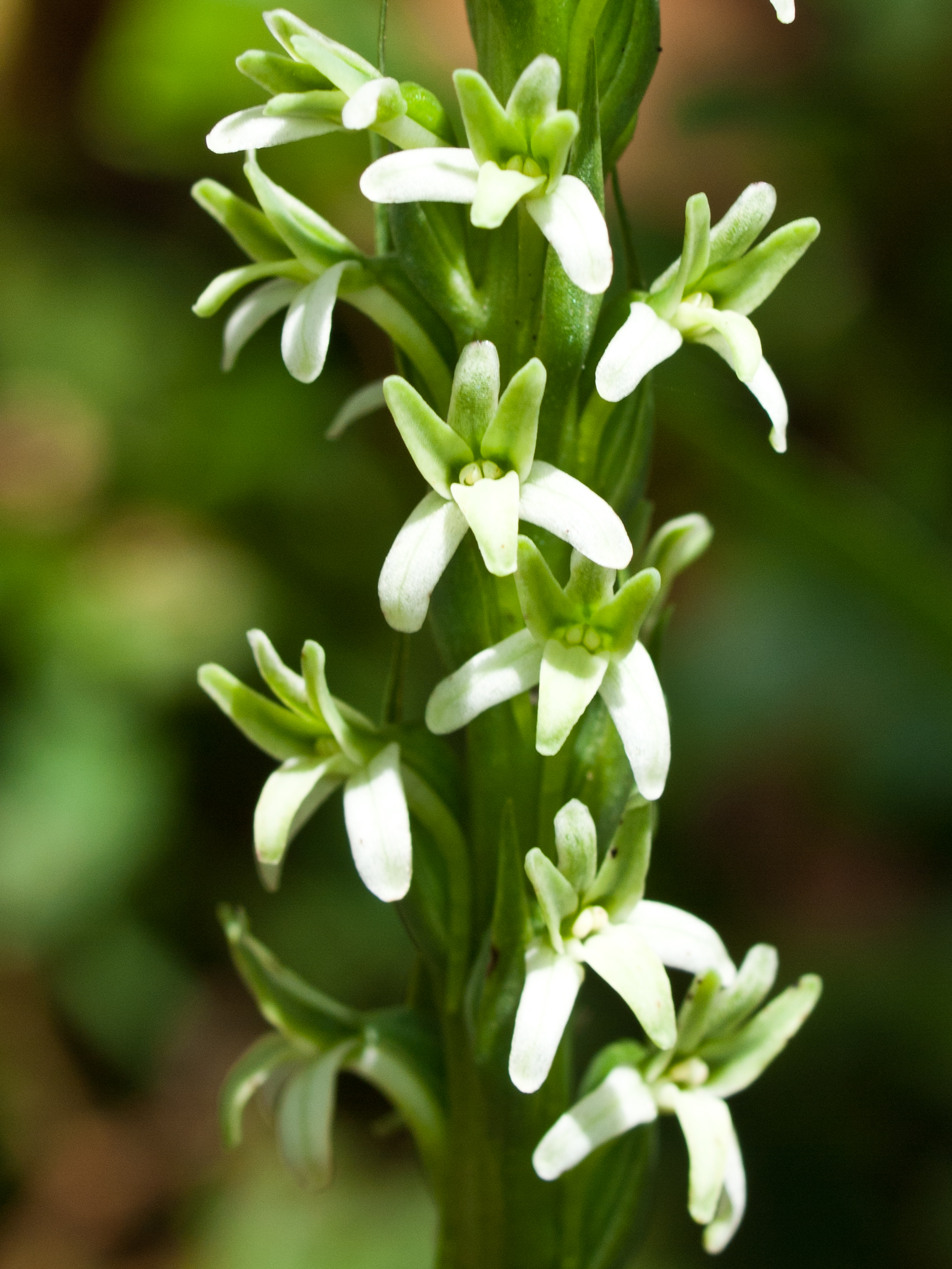